# Cesare Prandelli
Cesare Prandelli (født 19. august 1957) er forhenværende italiensk fodboldspiller og nuværende fodboldtræner. For tiden træner han det Italiens fodboldlandshold. Han har tidligere trænet hold som Fiorentina, Roma og flere andre italienske fodboldklubber.

## Titler
Spiller
 Ceremonese
- Serie C : 1967-1967

 Juventus
- Serie A : 1980-1981, 1981-1982, 1983-1984
- Coppa Italia : 1983
- UEFA Champions League : 1984-1985
- UEFA Cup Winners Cup : 1983-1984

Træner
 Verona
- Serie B : 1998-1999 – oprykning

 Venezia
- Serie B : 2000-2001 4.plads – oprykning